# 北海道道253号東山富良野停車場線
北海道道253号東山富良野停車場線（ほっかいどうどう253ごう ひがしやまふらのていしゃじょうせん）は、北海道富良野市内を結ぶ一般道道（北海道道）である。

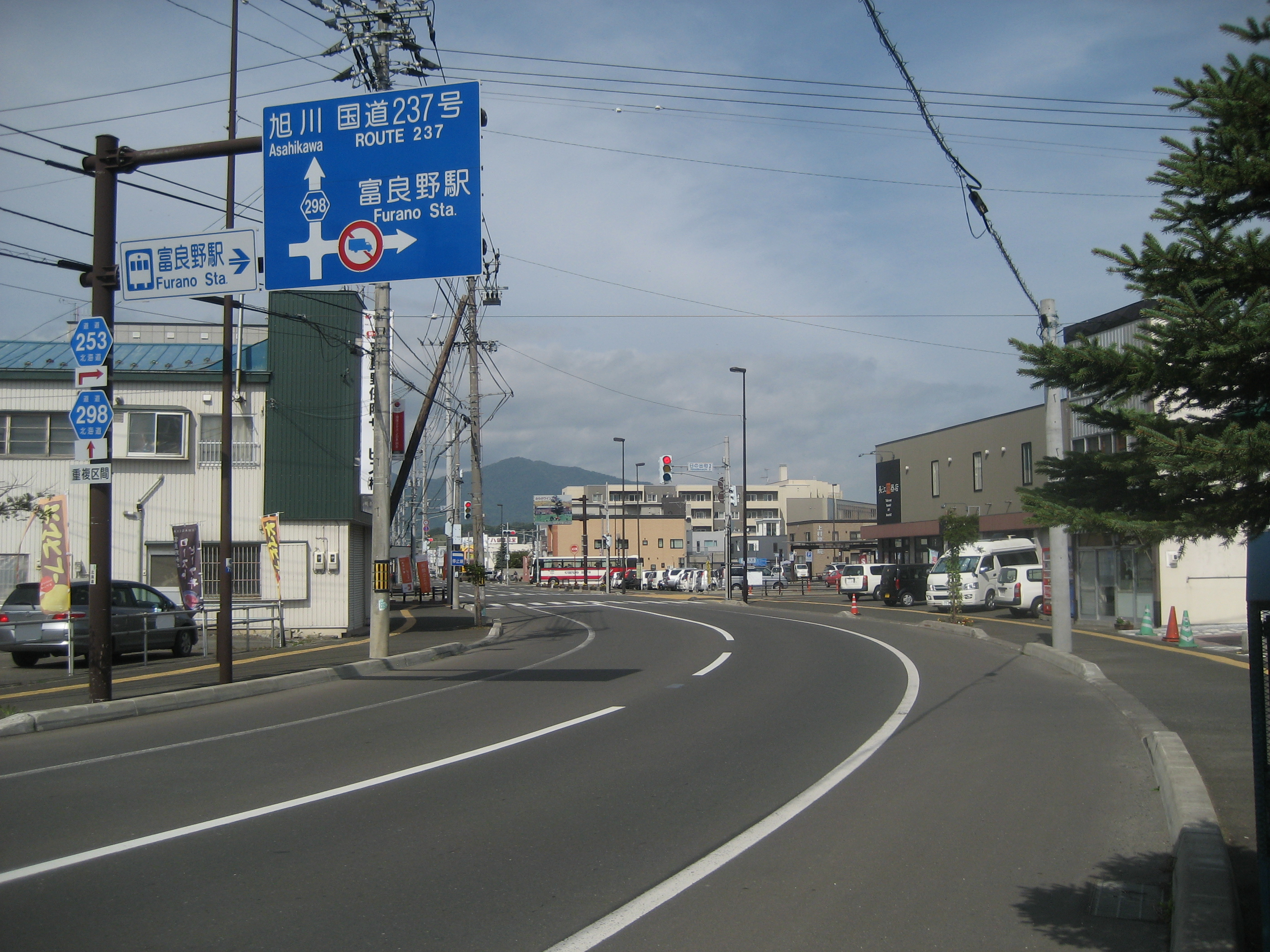
富良野市富良野駅付近

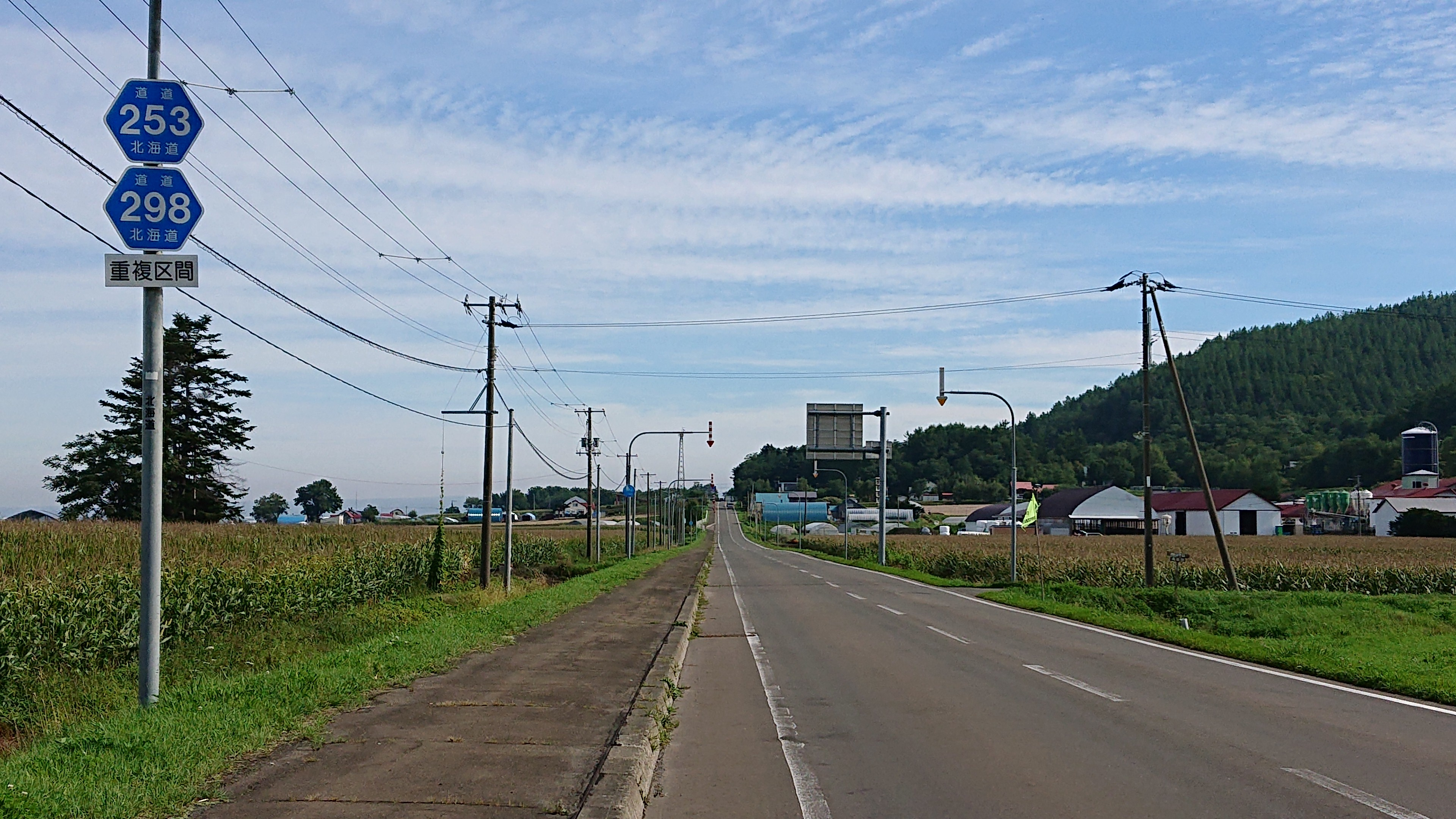
北海道道298号上富良野旭中富良野線との重複区間

## 概要

### 路線データ
- 起点：北海道富良野市字東山（国道38号交点、東山あかしや交差点）
- 終点：北海道富良野市日の出町（JR北海道 根室本線・富良野線 富良野駅）
- 路線延長：35.9 km（総延長）

## 歴史
- 1957年（昭和32年）3月30日 - 162号として路線認定[1]。
- 1994年（平成6年）10月1日 - 路線番号を253号に変更[2]。

## 路線状況

### 重複区間
- 富良野市字東鳥沼 - 富良野市日の出町（北海道道298号上富良野旭中富良野線）

### 道路施設
主な橋梁
- 布部川橋（布部川＝空知川の支流）＝富良野市字東布礼別 - 富良野市字南布礼別

## 地理

### 通過する自治体
- 上川総合振興局
  - 富良野市

### 交差する道路
富良野市
- 国道38号 - 北海道富良野市字東山（起点）、東山あかしや交差点
- 北海道道298号上富良野旭中富良野線 - 字東鳥沼、日の出町（重複）
- 北海道道544号麓郷山部停車場線 - 字麓郷市街地

### 沿線にある施設など
富良野市
- 東山郵便局 - 東山
- 富良野市立樹海小学校 - 老節布
- 老節布簡易郵便局 - 老節布
- 麓郷郵便局 - 麓郷市街地5
- ふらの農業協同組合本所東部出張所 - 麓郷
- 富良野市立布礼別小中学校 - 北布礼別
- 富良野プリンスホテルゴルフコース - 字八幡丘
- 富良野地域人材開発センター - 西麻町1-1
- 富良野市立富良野東中学校 - 瑞穂町1-30
- セイコーマート瑞穂店 - 瑞穂町1-27
- 富良野警察署駅前交番 - 日の出町2
- JR北海道 根室本線・富良野線 富良野駅 - 日の出町